# Frane Lojić
Frane Lojić (Spalato, 8 ottobre 1985) è un allenatore di calcio ed ex calciatore croato, di ruolo centrocampista.

## Carriera

### Giocatore

#### Club
Cresciuto nelle giovanili dell'Hajduk Spalato debutta in prima squadra il 16 ottobre 2004 subentrando nella trasferta di campionato terminata 1-3 contro l'Inter Zaprešić. 

### Allenatore
Nell'agosto 2021 prende le redini del GOŠK Dubrovnik, incarico precedentemente detenuto da Hasan Kacić. L'anno seguente, dopo aver portato i Gospari al dodicesimo posto nella 3. HNL e nonostante il club volesse la sua permanenza, decide di lasciare l'incarico.
Il 15 luglio 2023 succede a Ante Morić le redini dell'U-17 del HNK Zara per poi, nel gennaio 2024, diventale allenatore dell'U-16 dell'Hajduk Spalato.

## Statistiche

### Cronologia presenze e reti in nazionale
| Cronologia completa delle presenze e delle reti in nazionale ― Croazia under 21 | Cronologia completa delle presenze e delle reti in nazionale ― Croazia under 21 | Cronologia completa delle presenze e delle reti in nazionale ― Croazia under 21 | Cronologia completa delle presenze e delle reti in nazionale ― Croazia under 21 | Cronologia completa delle presenze e delle reti in nazionale ― Croazia under 21 | Cronologia completa delle presenze e delle reti in nazionale ― Croazia under 21 | Cronologia completa delle presenze e delle reti in nazionale ― Croazia under 21 | Cronologia completa delle presenze e delle reti in nazionale ― Croazia under 21 |
| Data                                                                            | Città                                                                           | In casa                                                                         | Risultato                                                                       | Ospiti                                                                          | Competizione                                                                    | Reti                                                                            | Note                                                                            |
| ------------------------------------------------------------------------------- | ------------------------------------------------------------------------------- | ------------------------------------------------------------------------------- | ------------------------------------------------------------------------------- | ------------------------------------------------------------------------------- | ------------------------------------------------------------------------------- | ------------------------------------------------------------------------------- | ------------------------------------------------------------------------------- |
| 9-11-2000                                                                       | Samobor                                                                         | Croazia under 21                                                                | 2 – 0                                                                           | Slovenia under 21                                                               | Amichevole                                                                      | -                                                                               | 51’                                                                             |
| Totale                                                                          |                                                                                 | Presenze                                                                        | 1                                                                               |                                                                                 | Reti                                                                            | 0                                                                               |                                                                                 |

| Cronologia completa delle presenze e delle reti in nazionale ― Croazia under 20 | Cronologia completa delle presenze e delle reti in nazionale ― Croazia under 20 | Cronologia completa delle presenze e delle reti in nazionale ― Croazia under 20 | Cronologia completa delle presenze e delle reti in nazionale ― Croazia under 20 | Cronologia completa delle presenze e delle reti in nazionale ― Croazia under 20 | Cronologia completa delle presenze e delle reti in nazionale ― Croazia under 20 | Cronologia completa delle presenze e delle reti in nazionale ― Croazia under 20 | Cronologia completa delle presenze e delle reti in nazionale ― Croazia under 20 |
| Data                                                                            | Città                                                                           | In casa                                                                         | Risultato                                                                       | Ospiti                                                                          | Competizione                                                                    | Reti                                                                            | Note                                                                            |
| ------------------------------------------------------------------------------- | ------------------------------------------------------------------------------- | ------------------------------------------------------------------------------- | ------------------------------------------------------------------------------- | ------------------------------------------------------------------------------- | ------------------------------------------------------------------------------- | ------------------------------------------------------------------------------- | ------------------------------------------------------------------------------- |
| 9-11-2004                                                                       | Samobor                                                                         | Croazia under 20                                                                | 2 – 0                                                                           | Slovenia under 20                                                               | Amichevole                                                                      | -                                                                               | 51’                                                                             |
| Totale                                                                          |                                                                                 | Presenze                                                                        | 1                                                                               |                                                                                 | Reti                                                                            | 0                                                                               |                                                                                 |

## Palmarès

### Giocatore

#### Competizioni nazionali
- Campionato croato: 1

Hajduk Spalato: 2004-2005
- Druga hrvatska nogometna liga: 1

RNK Spalato: 2009-2010